# Östkushitiska språk
De östkushitiska språken utgörs av mer än trettio språk i den kushitiska språkfamiljen som ingår i de afroasiatiska språken. Östkushitiska språk talas huvudsakligen i Etiopien men även i Somalia och Kenya.
Det största östkushitiska språket är oromo med runt 21 miljoner talare. Andra stora språk i gruppen är somaliska (i Somalia, Etiopien och Djibouti) med cirka 15 miljoner talare, sidamo (Etiopien) med runt 2 miljoner talare och afar (Eritrea, Etiopien och Djibouti) med cirka 1,5 miljoner talare. 
Östkushitiska språk indelas i höglandets östkushitiska och låglandets östkushitiska.  Västlig omo-tana är en separat gren, vilket även de två grenarna som består av det utdöda språket yaaku och det hotade språket boon.

## Lista över östkushitiska språk
- Höglandets östkushitiska
  - alaba (även alaaba)
  - burji
  - gedeo
  - hadiyya (även hadiya)
  - kambaata
  - libido
  - sidamo
- Låglandets östkushitiska
  - rendille-boni (rendille och boni)
  - somaliska
  - saho-afar språk
    - saho
    - afar

  - konso-gidole 
    - konso (även komso)
    - dirasha (även gidole, kidole, diraytata)

  - oromo
  - dullay
    - bussa (hotat)
    - gawwada
    - tsamai
- västlig omo-tana 
  - arbore
  - baiso
  - daasanach
  - elmolo (utdött; alla talare har gått över till elmolo-samburu)
- yaaku (utdöende. De flesta talare har gått över till mukogodo-maasai, och endast ett fåtal som talar språket flytande kvar[1])
- boon (hotat, möjligen utdött)